# Sd Kfz 254
Sd.kfz.254 (ザウラー RK-7) は、第二次世界大戦時にドイツ国防軍が運用した装甲車である。
最大の特徴は履帯による走行装置とタイヤによる走行装置を両方装備し、切り替えて使用できる事である。

## 概要
第二次世界大戦前の1935年から1936年にかけて、オーストリアのザウラー社がオーストリア陸軍向けにザウラー RR-7砲兵トラクターを開発した。
RR-7は、装軌式の走行装置と装輪式の走行装置を両方装備し、切り替えて使用できるというユニークな構造を持っていた。つまり、
- 装軌車両は、不整地における走破性は高いが、長距離を走行するのは困難である[1]。
- 装輪車両は、路上での走行性能は高く、航続距離も長いが、不整地での作戦行動には不向きである[1]。

これら相反する特徴を持つ2種類の走行方式の両方の利点を生かすため、舗装道路上では装輪式、不整地では装軌式に切り替えて使用するという考えに基づく設計であった。
実際の走行装置の切り替えは、装軌式走行装置の外側に装着された装輪式走行装置を上下に動かすことで行われる。
RR-7は1937年に試験が完了し、1938年にオーストリア軍より量産命令が出された。そして12両ほどが完成した頃に、ドイツによってオーストリアが併合された。（詳細はアンシュルス、オーストリア併合を参照）。
オーストリア併合後、ドイツ国防軍の要求によりRR-7の装甲車型が開発され、新たにRK-7の形式名が付けられ、1940年から1941年にかけて128両が製造された。RK-7はドイツ国防軍によってSd.kfz.254の特殊車輌番号が付けられて運用された。
北アフリカ戦線では無線通信用フレームアンテナを装着し、砲兵観測車として運用された車両も見られた。
尚、当時のドイツ軍で多く使用されたハーフトラック（半装軌車）も、タイヤと履帯構造の両方を持つ車両であるが、ハーフトラックの場合、前輪がタイヤ、後輪に相当する部分が履帯構造となっていてこれらを同時に使用するものであり、切り替え使用を行うSd.kfz.254とは本質的には異なる種類・構造の車両である。